# Felaniella vilardeboaena
Felaniella vilardeboaena is een tweekleppigensoort uit de familie van de Ungulinidae. De wetenschappelijke naam van de soort werd in 1846 voor het eerst geldig gepubliceerd door Alcide d'Orbigny.